# フランシスコ・モラサン県
フランシスコ・モラサン県（Francisco Morazán、略称：FMO）は、18あるホンジュラスの県のひとつである。県都はホンジュラスの首都テグシガルパである。ホンジュラス中央部に位置し、海に面していない。県名は19世紀の政治家、軍人であるフランシスコ・モラサンを由来とする。
フランシスコ・モラサン県は岩がちな山岳地帯でその多くが松の木に覆われている。山頂は雲霧林で覆われる。

## 歴史
フランシスコ・モラサン県は、1943年まではテグシガルパ県という名称であった。

## 地勢
- 人口　1,680,700人（2005年）
- 面積　7,946 km²

## 隣接する県
- ヨロ県
- オランチョ県
- エル・パライソ県
- チョルテカ県
- バジェ県
- ラパス県
- コマヤグア県

## 主な市町村
1. テグシガルパを含む首都圏
2. サン・アントニオ・デ・オリエンテ